# Ambasada Rosji na Ukrainie
Ambasada Rosji na Ukrainie – misja dyplomatyczna Federacji Rosyjskiej na Ukrainie. Kancelaria znajduje się pod adresem Powitrofłotśkyj Prospekt 27 w Kijowie, stolicy Ukrainy.
Wnioski o rosyjskie wizy nie są odbierane w tym miejscu, ale w budynku na ulicy Kutuzowa 8 (ok. 300 metrów na północny wschód od stacji metra Perczerska, od strony ulicy Arsenalna) przed godziną 13.00 w dni powszednie.
23 lutego 2022 roku ambasada została ewakuowana „z przyczyn bezpieczeństwa”. Następnego dnia Rosja napadła na Ukrainę.